# آندره شمید (فوتبال)
آندره شمید (انگلیسی: Andre Schmid؛ زادهٔ ۵ آوریل ۱۹۸۳) بازیکن فوتبال اهل ایالات متحده آمریکا است.
از باشگاه‌هایی که در آن بازی کرده‌است می‌توان به باشگاه فوتبال نیویورک رد بولز و هیوستون دینامو اشاره کرد.
وی همچنین در تیم ملی فوتبال United States U18 بازی کرده‌است.